# I-52
Die I-52 (japanisch 伊52) war ein U-Kreuzer der Junsen-C3-Klasse (I-52-Klasse) der Kaiserlich Japanischen Marine, der im Zweiten Weltkrieg zum Einsatz kam.

## Geschichte

### Bau
I-52 wurde in der Marinewerft Kure am 18. März 1942 auf Kiel gelegt. Der Stapellauf erfolgte am 10. November 1942, die Fertigstellung am 28. Dezember 1943.

### Yanagi-Mission
Im Januar 1944 wurde beschlossen, I-52 im Rahmen der Yanagi-Missionen auf eine Langstreckenmission nach Europa zu schicken.
Diese Mission begann am 10. März 1944 und das Boot verließ unter dem Kommando von Uno Kaneo Japan mit 2 Tonnen Gold in 146 Barren als Zahlungsmittel.
Zwischen dem 21. März und dem 23. April 1944 wurden in Singapur über 300 Tonnen gefragter Rohstoffe geladen, darunter 120 Tonnen Zinn, 102 Tonnen Wolfram, 54 Tonnen Kautschuk, 9,8 Tonnen Molybdän und 6 Tonnen Medikamente. Neben der 95-köpfigen Besatzung befanden sich 14 Passagiere an Bord, die nach Deutschland gebracht werden sollten.
Am 15. Mai 1944 wurde das Kap der Guten Hoffnung erreicht und mit Erreichen des Atlantiks wurde Funkkontakt mit Deutschland aufgenommen.
Am 4. Juni 1944 erreichte I-52 den Nordatlantik und für den 22. Juni 1944 wurde ein nächtliches Treffen mit dem deutschen U 530 an den Koordinaten 15N, 40W vereinbart. Das deutsche Boot hatte seinen Stützpunkt Loirent am 22. Mai verlassen und befand sich auf der Anfahrt in sein vorgesehenes Operationsgebiet in den Gewässern nahe Trinidad. Der Funkverkehr wurde von den Alliierten abgefangen und entschlüsselt. Eine aus sechs Kriegsschiffen bestehende „Hunter-Killer-Group“ mit dem Geleitflugzeugträger Bogue lief am 2. Juni aus Casablanca aus, um die beiden U-Boote zu jagen.
I-52 und U 530 trafen am 23. Juni 1944 planmäßig etwa 1580 Kilometer westlich der Kapverdischen Inseln zusammen. Ein deutscher Offizier und zwei Funker wechselten vor Mitternacht mit Codematerial und Radardetektoren zu I-52 über und U 530 fuhr weiter Richtung Karibik.
Kurze Zeit später wurde I-52 durch einen Avenger-Torpedobomber der USS Bogue per Radar geortet und angegriffen.

### Versenkung
Der Pilot des Avengers beleuchtete das U-Boot mittels Pyrotechnik und warf zwei Mark 54 Wasserbomben erfolglos auf das abtauchende U-Boot.
Das getauchte U-Boot wurde mit abgeworfenen Horchbojen gesucht, die die Unterwassergeräusche per Funk übertrugen.
Auf die vermutete Position wurde kurz vor Mitternacht ein akustisch gesteuerter Torpedo (FIDO) abgeworfen, der das U-Boot vermutlich beschädigte.
Eine Stunde später, am 24. Juni 1944 um 00:54 Uhr wurde erneut ein U-Boot von den Horchbojen eines weiteren Bombers erfasst und wieder mit einem FIDO angegriffen.
Um 02:13 Uhr wurden von den Sonarbojen die Geräusche eines sinkenden U-Boots erfasst und aufgezeichnet.
Die Tonaufzeichnungen der Sonarbojen wurden als Lehrmaterial verwendet und sind bis heute erhalten.